# Gudele (rejon święciański)
Gudele (lit. Gudeliai) – wieś na Litwie, w okręgu wileńskim, w rejonie święciańskim, w gminie Hoduciszki.

## Historia
W czasach zaborów wieś rządowa w gminie Huduciszki, w powiecie święciańskim, w guberni wileńskiej Imperium Rosyjskiego. W 1866 miała 200 mieszkańców w 21 domach. W 1905 roku liczyła 207 mieszkańców, 340 dziesięcin.
W dwudziestoleciu międzywojennym wieś leżała w Polsce, w województwie wileńskim, w powiecie święciańskim, w gminie Hoduciszki.
W 1931 w 39 domach zamieszkiwało 155 osób.
Od 1945 roku w Litewskiej Socjalistycznej Republice Radzieckiej.